# Spindelmotor

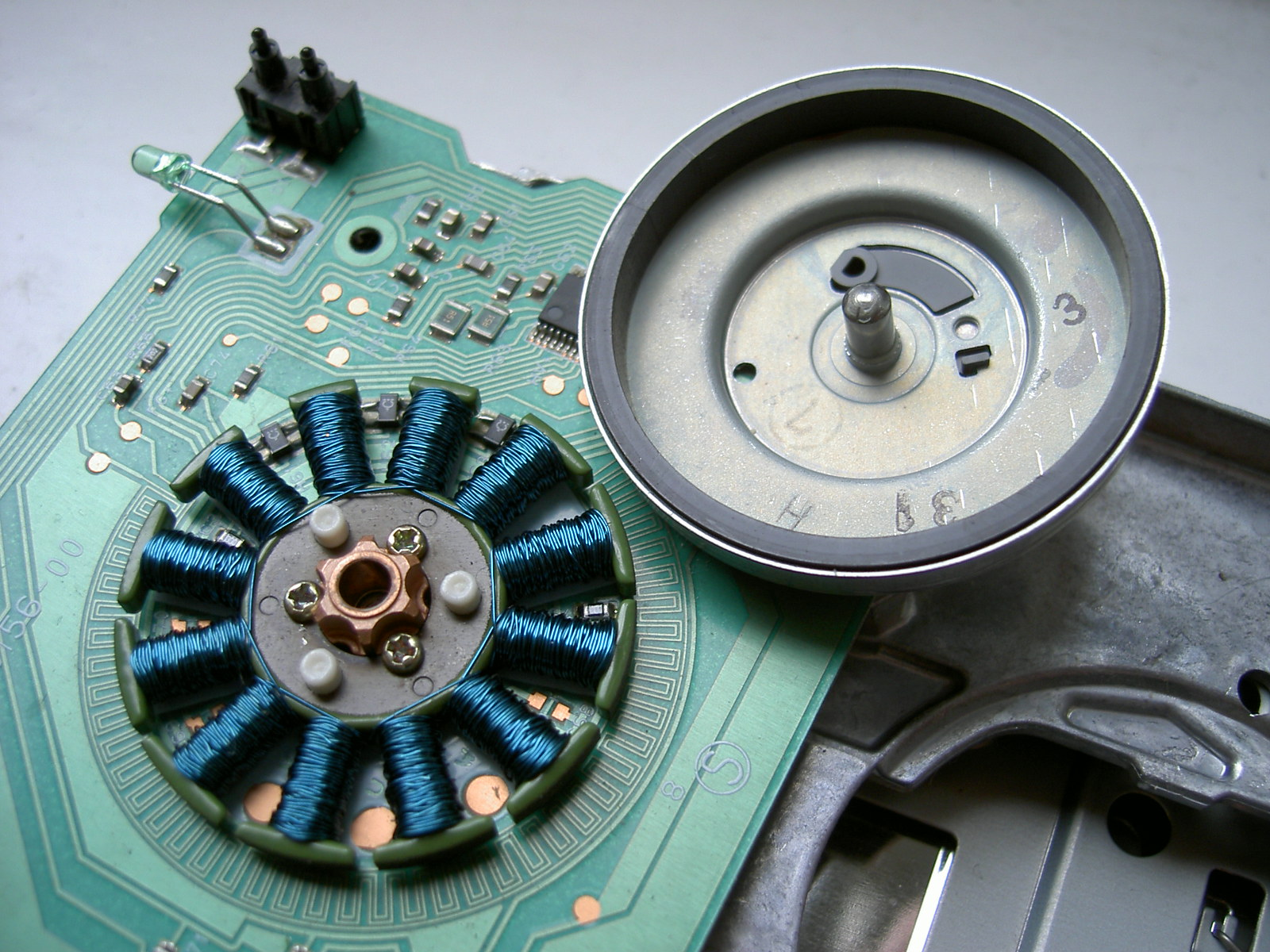
Spindelmotor eines 3,5-Zoll-Diskettenlaufwerks

Der Spindelmotor ist ein Elektromotor, dessen Aufgabe darin besteht, eine Spindel in Rotation zu versetzen.
Herkömmliche Elektromotoren, die eine Spindel (oft ist eine Gewindespindel gemeint), Achsen, Arbeitswellen oder sonstige bearbeitende Bauteile einer Maschine (siehe auch Motorspindel) antreiben, werden oft als Spindelmotor bezeichnet. Allerdings gibt es nicht nur eine sprachliche Abweichung, denn der Ausdruck „spindle motor“ aus dem Englischen ist mit dem deutschen Ausdruck nicht übereinstimmend. Unter dem englischen Begriff versteht man einen elektronisch kommutierten Gleichstrommotor, der ausschließlich zum Antreiben von Festplatten entwickelt wurde.

## Bezeichnung

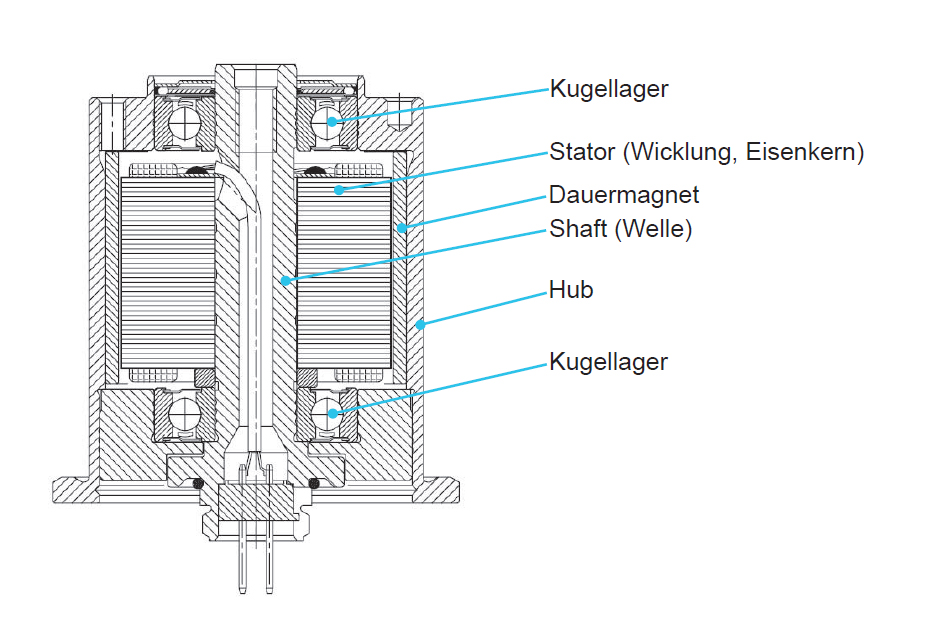
Beispiel eines alten kompakten Festplattenmotors der ersten Generation mit Kugellagern.

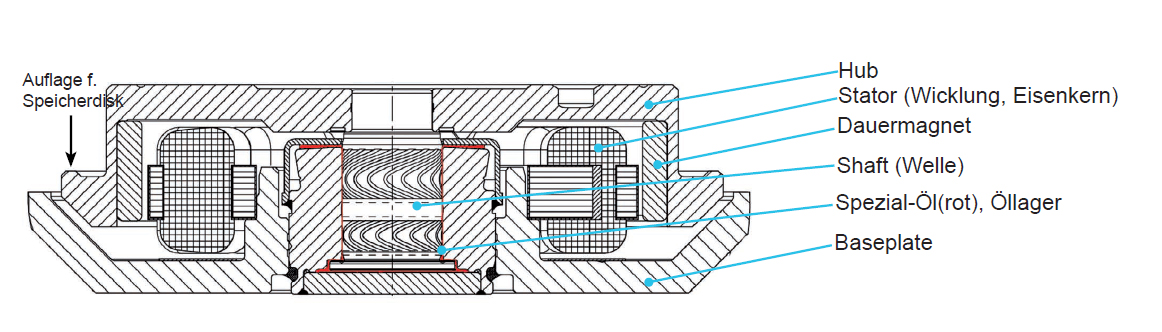
Ein Model eines FDB-Festplattenmotors mit der Bezeichnung SYOV (Single Thrust Yes recirculation hole Outer Vertical seal). In diesem Beispiel ist die Welle mit dem Hub fest verbunden und dreht sich mit. Die Farbe Rot markiert die Verteilung des Spezialöls.

Als Spindelmotor wird ein elektrisch kommutierter Motor bezeichnet, der in den meisten Fällen als Direktantrieb eingesetzt wird (siehe Elektromotor). Der Ausdruck Spindelmotor kommt wahrscheinlich aus der Textilindustrie: Dort trieben und treiben heute noch Elektromotoren die Spindeln von Webstühlen oder andere Spindeln in Textilmaschinen direkt an. Zudem ist davon auszugehen, dass der Begriff in der Maschinenbautechnik seinen Ursprung hat; beispielsweise bezeichnet man die Achsen einer CNC-Maschine als Spindeln. Der dafür vorgesehene Antrieb ist meist ein Elektromotor, sozusagen ein „Spindelmotor“ mit besonderen Eigenschaften.
Der englische Begriff „spindle motor“ entstand in der Festplattenindustrie. Die Bezeichnung „spindle motor“ wird erstmals in einer europäischen Patentschrift, die im Jahr 1990 im Europäischen Patentamt eingereicht wurde, erwähnt. Im gleichen Jahr fiel in einem US-Patent die Bezeichnung „Disk Spindle Motor“. Bis zu diesem Zeitpunkt charakterisierte man Motor und Spindel jeweils als eigenständige Komponenten. In den Anfängen der Festplattenlaufwerke waren die Disks – die runden Speicherplatten – auf einer Welle, die auch als „Spindle“ oder „Shaft“ bezeichnet wird, übereinander bzw. wegen ihres enormen Eigengewichts nebeneinander montiert. Über einen Riemen, der mit einem „gewöhnlichen“ Elektromotor gekoppelt war, versetzte man diese Spindel mit den Speicherplatten in Rotation. Der anfängliche Elektromotor sowie die Spindel wurden stetig weiterentwickelt, bis beide Komponenten zu einer Einheit verschmolzen. Von da an nutzte man die englische Bezeichnung „spindle motor“ für die Bezeichnung von Festplattenantrieben.

## Entwicklung der Motorlager
Frühere Festplattenantriebe waren massive, schwere Systeme, die meist eine geringe Lebensdauer und begrenzte Drehzahlen aufwiesen. Zudem verbaute man in den Festplattenantrieben Kugellager, die einen hohen Verschleiß hatten und enorme Geräusche entwickelten.
Um dem wachsenden Bedarf an Festplatten gerecht zu werden, entwickelten Unternehmen wie MTCE-Minebea, Nidec, IBM, Matsushita, JVC, Daiichi Sankyō, Philips und TDK die Antriebe weiter. Heute gibt es noch vier große Hersteller für Festplattenmotoren – neben Nidec und MTCE-Minebea noch Alphana und Samsung (verkauft an Seagate) –, die sich den Weltmarkt untereinander aufteilen. Die Produktionskapazitäten liegen zwischen 5 Millionen und 25 Millionen Motoren pro Monat. Durch die Entwicklung neuartiger Lagersysteme konnten erstmals die Motoren kleiner gebaut und die Lebensdauer sowie die Leistung drastisch gesteigert werden.
Heutige Festplattenmotoren besitzen keine Kugellager mehr, sondern flüssigkeitsgelagerte Lager, sogenannte Fluid dynamic bearings (FDB). Sie haben eine hohe Laufruhe und Laufgenauigkeit, einen vergleichsweise niedrigen Geräuschpegel und eine lange Lebensdauer, da der mechanische Verschleiß minimiert wurde und nur geringe Lagerölverdunstungen auftreten, und ermöglichen hohe Drehzahlen (bis zu 15.000 Umdrehungen pro Minute). Flüssigkeitsgelagerte Festplattenmotoren werden heutzutage in allen Baugrößen mechanischer Festplatten eingesetzt.
Wegen ihrer kompakten Bauweise und hohen Effizienz werden Motoren, die dem Aufbau Festplattenmotoren ähneln, vermehrt auch außerhalb der Festplattenindustrie eingesetzt, etwa für Industriemaschinen- und im Automobilanwendungen.

## Fertigung von Festplattenmotoren
Der Festplattenantrieb besteht aus vielen filigranen Bauteilen, dessen Toleranzen heute im Nanometerbereich zu finden sind. Darum müssen sie in Reinräumen zusammengefügt, gepresst oder verklebt werden.

## Patente
- United States Patent Number: 5,155,640
- UK-Patent GB 2231372A, Application 8910940.9
- US-Patent 4,011,589
- Patent  EP0410293B1: Spindelmotor. Angemeldet am 18. Juli 1990, veröffentlicht am 29. September 1993, Anmelder: Ebara Corporation, Erfinder: Daisuke Konno et al.‌